# Pavetta laxa
Espèce
Pavetta laxa S.D. Manning est une espèce de plantes de la famille des Rubiaceae et du genre Pavetta, selon la classification phylogénétique. 

## Distribution
Endémique du Cameroun, elle a été récoltée dans la région du Sud, près de Mekomo (?), à 8 km au sud-ouest du confluent du Dja et de la Lobo.